# Adieu au langage
Adieu au langage és una pel·lícula d'assaig narratiu experimental en 3D franc-suïssa de 2014 escrita i dirigida per Jean-Luc Godard. És protagonitzada per Héloïse Godet, Kamel Abdeli, Richard Chevallier, Zoé Bruneau, Jessica Erickson i Christian Grégori i va ser filmada pel director de fotografia Fabrice Aragno . És el llargmetratge número 42 de Godard i el projecte de pel·lícula o vídeo número 121. En les parts de parla francesa de Suïssa on es va filmar, la paraula "adieu" pot significar tant adéu com hola. La pel·lícula mostra a una parella tenint una aventura. El marit de la dona descobreix l'aventura i l'amant és assassinat.

## Repartiment
- Eloïse Godet com Josette
- Kamel Abdeli com Gédéon
- Richard Chevallier com Marco
- Zoé Bruneau com Ivitch
- Christian Gregori com Davidson
- Daniel Ludwig com el marit
- Jessica Erickson com Mary Shelley
- Alexandre Païta com a Lord Byron
- Dimitri Basil com Percy Shelley
- Roxy Miéville com el gos
- Marie Ruchat com Marie, la noia pèl-roja
- Jeremy Zampatti com el jove
- Isabelle Carbonneau com Isabelle
- Jean-Luc Godard com l'home invisible
- Florence Colombani com la dona invisible
- Anne-Marie Miéville com a narradora
- Gino Siconolfi
- Alain Brat
- Stéphane Colin
- Bruno Allaigre[1][2][3]

### Recepció crítica
Al lloc web de crítica Rotten Tomatoes, Goodbye to Language té un índex d'aprovació del 88% basat en 73 crítiques, amb una nota mitjana de 7,1/10. El consens de la crítica és el següent: "Tan emocionant visualment com inescrutable. El consens de la crítica de la pàgina web és el següent: "Tan emocionant visualment com inescrutable, Adieu au langage 3D ofereix una obra mestra de l'última època d'un director llegendari que continua controlant el seu ofici". A Metacritic, la pel·lícula té una puntuació mitjana ponderada de 75 sobre 100, basada en 28 crítiques, la qual cosa indica "Crítiques generalment favorables".

### Ús del 3D i innovacions
Aquest serà el primer i únic llargmetratge realitzat per Godard en 3D. Un any abans ja havia assajat l'ús d'aquesta tecnologia al curtmetratge Les trois désastres (també fotografiat per Fabrice Aragno), part de la pel·lícula col·lectiva per episodis 3x3D. La tecnologia emprada en ambdós casos (tant al curtmetratge citat com al llargmetratge que dona nom a aquest article) va ser l'ús d'una doble projecció polaritzada, de tal manera que amb unes ulleres polaritzades es pot veure la imatge de cadascun dels projectors a un ull diferent. Aquesta innovació tecnològica (la seva proliferació i popularitat arrel de l'èxit d'Avatar) va se emprada per Godard i Aragno per crear un efecte fins llavors inèdit a la història del cinema: en un moment donat del film, una de les dues càmeres emprades per realitzar la filmació en 3D paneja mentre l'altra es manté fixa, creant una imatge semblant a la superposició, però amb un efecte sobre el espectador totalment nou, on es juga amb el fet d'estar veient una imatge diferent a cada ull.